# Analyse de minéraux lourds
Les minéraux lourds (minéraux avec une masse volumique de plus de 2,8 g/cm3) ont des stabilités fortement variable au cours des processus de transport/altération, mais les effets combinés de l'altération chimiques, des épisodes de transport et de recyclage, et de la diagenèse ont tendance à diminuer leurs pourcentages relatif par rapport à l'ensemble de la roche. Par conséquent, les minéraux lourds ne représentent en moyenne dans les grès qu'environ 1 %, mais ce taux peut être beaucoup plus bas dans des formations anciennes ou recyclées. Les propriétés individuelles très hétérogènes des différents minéraux lourds font de leur abondance relative un bon proxy direct de la nature de la source de sédiment et des processus de recyclage et de transport. Les minéraux lourds ont été utilisés depuis le XIXe siècle comme outil de provenance dans les analyses de source to sink.

## Histoire
La première publication scientifique effectuant une analyse de provenance grâce aux minéraux lourds, est l'étude des dunes de sable du littoral néerlandais par J. W. Retgers, qui a combiné pétrographie, la signature chimique des minéraux opaques et analyse chimique d'aliquots afin d'établir des modèles de provenance dans son bassin. Cette étude a été suivie un an plus tard par des investigations complémentaires de J. L. C Schroeder Van Der Kolk qui a utilisé des minéraux lourds pour l'étude de la provenance des grès Quaternaire d’origine alluviales ou diluvial.

## Séparation par densité
Les minéraux lourds sont en général extraits à partir des échantillons de grande taille (2 à 4 kg), car ils représentent une fraction infime des roches anciennes ou altérées.
- Concassage avec un concasseur ou broyeur. Pour limiter la quantité de grains brisés, l'écrasement est habituellement effectué étape par étape (en rapprochant les mâchoires du concasseur de plus en plus), et en ne remettant dans le concasseur que les morceaux les plus larges (>1 mm).
- Le broyage du produit est alors généralement tamisé à 500, 250 ou 125 µm (selon la méthode utilisée). Dans la plupart des analyses de minéraux lourds, la fraction 125-64 µm est retenue pour les travaux de séparation car elle donne un échantillon supposé représentatif, rend le montage plus facile et permet une identification pétrographique plus détaillée[4].
- Les échantillons sont ensuite lavés à plusieurs reprises avec de l'eau et décantatés pour éliminer la fraction argileuse.
- Une attaque acide peut être utilisée pour éliminer de potentiels ciments carbonatés. La préparation utilisée doit avoir une faible concentration d'acide acétique (0,000 016 M, le pH ne doit pas être inférieur à 5), car des acides plus concentrés ou l'utilisation d'acide chlorhydrique pourrait introduire un biais dans les ratios de minéraux lourds en induisant la dissolution des phases les plus fragiles telles que l'apatite ou les amphiboles calciques[5],[4],[6]. Si cette technique est utilisée, l'échantillon est ensuite bouilli avec de l'eau distillée et séché dans un four à basse température pour ne pas amener l'échantillon à la température de fermeture de certains de ses minéraux.
- La fraction nettoyée et séchée est ensuite versée et mélangée dans une ampoule à décantation avec un liquide lourd (HL) (en général bromoforme, tétrabromoéthane ou polytungstate de sodium).
- Plusieurs autres outils de séparation sont possibles pour séparer les minéraux lourds (séparateurs magnétiques et Wifley tables).

## Principaux ratios utilisés
Les ratios de minéraux lourds les plus utilisés sont :
- ZTR (Zircon-Tourmaline-Rutile index) ;
- GZi (Grenat-Zircon index) ;
- ATi (Apatite-Tourmaline index) ;
- RuZi (Rutile-Zircon index) ;
- MZi (Monazite-Zircon index) ;
- CZi (Chrome-spinelle-Zircon index).